# Kachnal Gosain
Kachnal Gosain là một thị trấn thống kê (census town) của quận Udham Singh Nagar thuộc bang Uttaranchal, Ấn Độ.

## Nhân khẩu
Theo điều tra dân số năm 2001 của Ấn Độ, Kachnal Gosain có dân số 4199 người. Phái nam chiếm 57% tổng số dân và phái nữ chiếm 43%. Kachnal Gosain có tỷ lệ 72% biết đọc biết viết, cao hơn tỷ lệ trung bình toàn quốc là 59,5%: tỷ lệ cho phái nam là 79%, và tỷ lệ cho phái nữ là 63%. Tại Kachnal Gosain, 14% dân số nhỏ hơn 6 tuổi.